# Michel Bruel (rugby à XV)
Pour les articles homonymes, voir Michel Bruel et Bruel.
Ne doit pas être confondu avec Michel Bruel, Michel Brulé (résistant) ou Michel Brulé (sondeur).
Pas d'image ? Cliquez ici

a Compétitions nationales et continentales officielles uniquement.

b Matchs officiels uniquement.
Michel Bruel, né le 10 juillet 1962 à Pau (Pyrénées-Atlantiques), est un joueur français de rugby à XV évoluant au poste d'ailier avec la Section paloise.
Il remporte le championnat de France minime au lancer du javelot et est sélectionné pour une tournée en Australie en 1981 avec l'équipe de France, sans disputer un seul match officiel.

## Biographie

### Jeunesse et formation
Michel Bruel naît le 10 juillet 1962 à Pau. Il est le fils de Paul Bruel, joueur de la Section paloise dans les années 1960, puis préparateur physique du club. Il grandit à Bizanos, en Béarn. 
Avant de commencer le rugby à XV, Bruel pratique le lancer du javelot, remportant le championnat de France minime, et battant le record de France de la catégorie en 1977. Durant un meeting à Toulouse en 1978, un javelot transperce son genou. S'il se remet et évite l'amputation, son genou reste fragile. Il est sélectionné en équipe de France juniors en athlétisme. En parallèle, Michel Bruel s'essaie au rugby à partir de 1978 avec l'Avenir de Bizanos. Son genou lui impose de renoncer au javelot.
En 1980, il choisit définitivement le rugby à XV et rejoint la Section paloise où son père Paul est préparateur physique. En 1981, il remporte le tournoi des juniors organisé par la FIRA à Madrid. Il est sélectionné aux côtés de Thierry Séguret, formé à l'AS Idron-Lée et de Pierre Pucheu du SA Mauléon. Philippe Sella, Gilles Camberabero, Éric Champ et Michel Tachdjian sont également sélectionnés.

### Carrière sénior
Michel Bruel dispute son premier match avec la Section paloise en Challenge Guy Boniface face aux rugueux gallois du Swansea RFC le 27 août 1980, à l'âge de dix-huit ans. Bruel fait ses débuts officiels au stade de la Croix du Prince face à l'USA Perpignan en Challenge Yves du Manoir, match dans lequel il se distingue en en inscrivant cinq essais. 
Bruel fait étalage de ses capacités de vitesse et s'impose en équipe première au sein de la génération des Jean-Claude Castagnet et Jean-Louis Montagne avec qui il forme dans les années 1980 un trio d'attaque performant à la Section paloise. Ses débuts tonitruants font de lui l'un des meilleurs ailiers de France, et lui valent rapidement d'être adoubé par Robert Paparemborde, alors capitaine du XV de France, qui recommande de rapidement lui donner sa chance, trois mois après ses débuts avec la Section.
En 1981, il est appelé à rejoindre l'équipe de France pour une tournée en Australie avec Robert Paparemborde. Il est le plus jeune joueur retenu. Jean-Claude Castagnet, initialement envisagé pour la sélection, n'est finalement pas convoqué. Bruel ne dispute aucun match officiel, mais affronte le Queensland à Rockhampton et inscrit un essai pour son premier match sous le maillot de l'équipe de France. Pour son second match à Melbourne face à Victoria, Bruel inscrit un nouvel essai. L'équipe de France, s'impose grâce à un essai supplémentaire de Serge Blanco, mais déçoit les observateurs. Enfin, à Canberra face à l'ACT, Bruel inscrit un quadruplé à l'occasion de la large victoire française.
Michel Bruel est nommé dans le XV de légende de la Section paloise. Il est considéré comme un des joueurs emblématiques de la génération années 1980 de la Section paloise. 
En 1985, Bruel souhaite évoluer au centre. Puis, à partir de la fin des années 1980, Bruel rejoint l'Avenir de Bizanos, en raison de ses occupations professionnelles. 

## Palmarès
- Vainqueur du Championnat du monde junior en 1981 avec l'équipe de France des moins de 20 ans.